# Samuel Dale
Samuel Dale (1772–1841) était un éclaireur, un militaire et un pionnier américain. Il joua un rôle important dans le processus de sortie de l'état de l'Alabama du Territoire du Mississippi. Ses faits d'armes, en particulier lors de la guerre des Creeks de 1813-1814, lui valurent une grande considération parmi les premiers habitants de l'Alabama et le surnom de « Daniel Boone de l'Alabama ».

## Jeunesse
Samuel Dale est né en 1772 dans le comté de Rockbridge, en Virginie, où ses parents écossais-irlandais, Samuel et Mary O'Brian Dale, avaient récemment déménagé depuis la Pennsylvanie. Ses premières années sont marquées par de nombreux déménagements, la famille Dale se déplaçant vers le sud-ouest en même temps que la frontière. Finalement, la famille se fixe dans une ferme en Géorgie en 1783. Ses deux parents meurent en même temps en décembre 1792, lui laissant la charge, à l'âge de 20 ans, de ses sept frères et sœurs.

## Premiers engagements
Supportant sa charge de famille, il résiste aux raids des Creeks et s'engage en 1793 dans une troupe de cavalerie qui lutte contre les raids creek. À la dissolution de la troupe en 1796, Samuel Dale s'installe à Savannah où il développe une activité de transport de marchandises. Il s'occupe de sa société en hiver et retourne au printemps aider ses frères aux travaux de la ferme. Avec le développement de sa société, il peut investir en 1799 dans un voyage visant à commercer avec les Creeks. Peu après, en réponse au nombre croissant de colons de Géorgie et des Carolines voulant migrer dans le Territoire du Mississippi, il se propose pour guider les familles lors de leur voyage en chariot puis revient à Savannah avec des produits achetés aux indiens. Grâce à cette expérience de négociation avec les indiens de la région, il est recruté en 1803 comme guide pour les forces fédérales préparant le tracé d'une route dans le nord-ouest géorgien, au sein des territoires cherokees.
En 1811, il accompagne l'agent des Affaires indiennes Benjamin Hawkins au grand conseil annuel des Creeks à Tuckabatchee, sur la Tallapoosa, dans l'actuel comté d'Elmore et il assiste au discours de Tecumseh proposant aux Creeks de rejoindre une confédération pan-indienne visant à s'opposer à l'expansionnisme des Blancs.

## Guerre des Creeks
En juillet 1813, Samuel Dale est blessé lors du premier engagement de la guerre des Creeks pendant la bataille de Burnt Corn, lors de l'embuscade tendue par son unité à des guerriers creeks revenant de Pensacola, alors en Floride Occidentale espagnole, où ils s'étaient fournis en ravitaillement et en poudre auprès des Espagnols. Après la bataille, il retourne à Fort Madison, dans le comté de Clarke, où il participe à la protection des civils venus se protéger des partis creeks.

### Combat du canoë

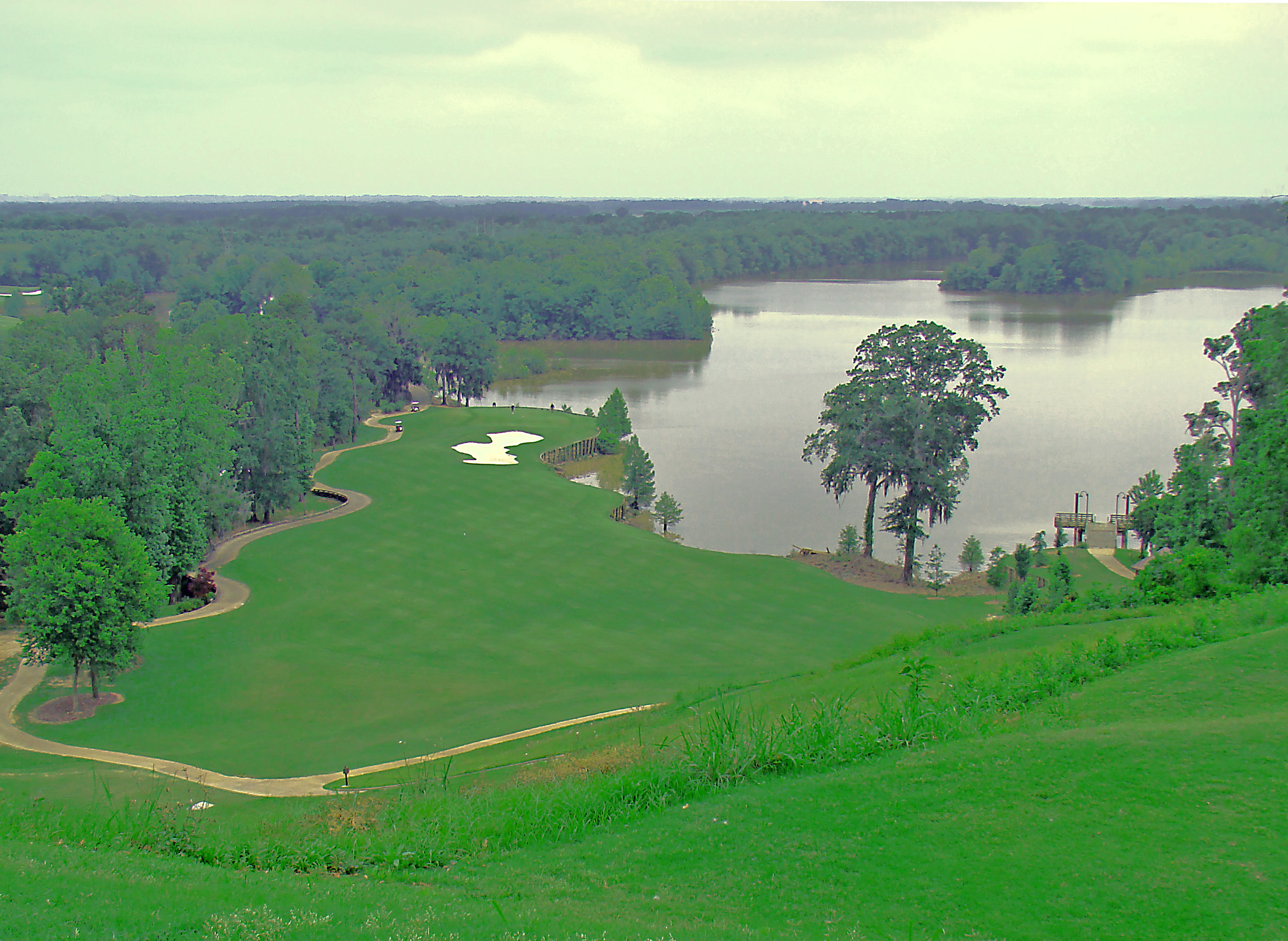
L'Alabama près de Prattville

En novembre 1813, Samuel Dale est capitaine et constitue une troupe de 40 miliciens et 30 volontaires qui a pour mission de sécuriser la région autour du cours inférieur de l'Alabama, région rendue instable à la suite de la bataille de Fort Mims. À la fin de la matinée du 12 novembre 1813, il est isolé avec 11 de ses hommes lorsqu'ils rencontrent un canoë portant 10 Creeks et un de leurs chefs naviguant sur l'Alabama, dans l'actuel comté de Monroe. Embarquant sur un petit canoë avec seulement trois de ses hommes, Samuel Dale aborde le canoë des Creeks, dont aucun occupant ne ressort vivant de l'accrochage. Son rôle dans le combat du canoë lui vaut un statut de mythe auprès des Blancs de l'Alabama.

## Officier et homme public
Après la guerre des Creeks, Samuel Dale s'installe comme agriculteur et commerçant près de Claiborne, dans le comté de Monroe, au lieu-dit « Dale's Ferry ».
C'est à cette période qu'il est élu comme délégué à une convention visant à séparer l'Alabama du Territoire du Mississippi. En 1817, alors qu'il est membre du parlement du Territoire de l'Alabama, le gouverneur territorial, et futur gouverneur, William Wyatt Bibb le nomme colonel dans la milice de l'Alabama. En 1819, lors de la création de l'État de l'Alabama, il est également élu à la législature de l'État, poste qu'il occupe jusqu'en 1820 puis de 1824 à 1828.

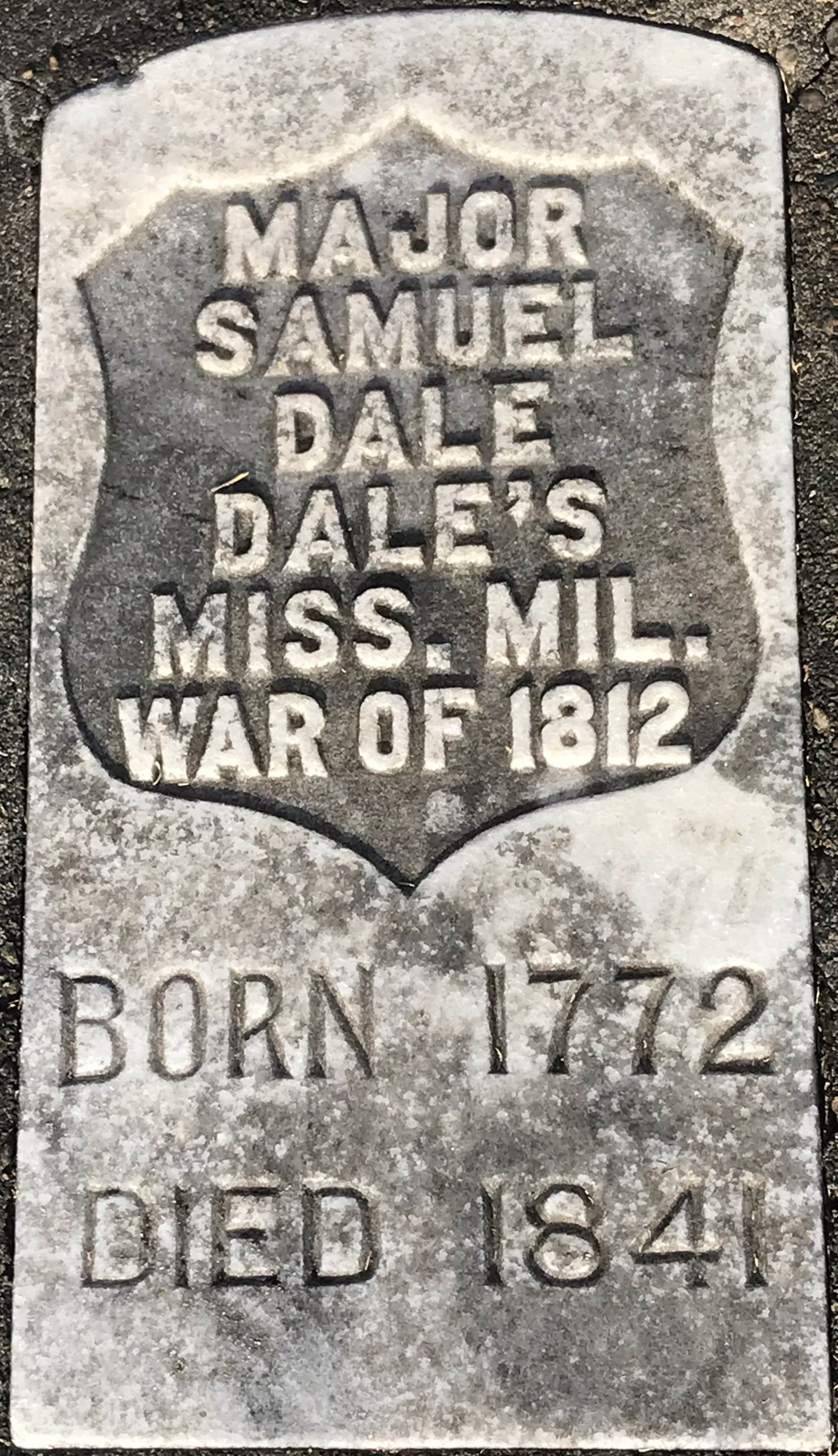

En 1821, il est nommé commissaire chargé de la construction d'une route entre Tuscaloosa et Pensacola. On lui demande ensuite de superviser la construction d'une autre route entre deux villes aujourd'hui abandonnées, Blakeley dans le comté de Baldwin et Fort Claiborne dans le comté de Monroe. Plus tard, la législature de l'Alabama l'élève au grade de général de brigade et lui accorde une pension à vie. En 1831, à la suite du traité de Dancing Rabbit Creek, il est nommé pour accompagner les Choctaws dans leur déportation vers le futur Oklahoma, mais il chute de cheval au début du voyage et ne peut remplir sa mission du fait de ses blessures.
Il passe ses dernières années dans le comté de Lauderdale, dont il est le premier représentant élu à la législature du Mississippi.
Il meurt le 24 mai 1841, sans qu'on ne lui ait connu de femme ou de descendance. En Alabama, le comté de Dale est nommé en son honneur.